# مايلز لويس سكيلي
مايلز لويس سكيلي (مواليد 26 سبتمبر 2006) هو لاعب كرة قدم إنجليزي يلعب في مركز الظهير الأيسر مع نادي أرسنال في الدوري الإنجليزي الممتاز ومنتخب إنجلترا.

## مسيرته مع الأندية

### أرسنال
انضم لويس سكيلي إلى أكاديمية نادي أرسنال في التاسعة من عمره. في 5 أكتوبر 2023، أعلن أرسنال أن لويس سكلي قد وقع أول عقد احترافي له مع النادي.
ظهر لأول مرة مع النادي في 22 سبتمبر 2024 في مباراة انتهت بالتعادل 2-2 أمام مانشستر سيتي، حيث شارك بديلاً للاعب جوراين تيمبير. شارك لأول مرة كأساسي في المباراة التي انتهت بفوز فريقه أرسنال على بولتون واندررز بنتيجة 5-1 في كأس الرابطة. في 11 ديسمبر، شارك لأول مرة في دوري أبطال أوروبا حين فاز أرسنال 3-0 على موناكو.
في 2 فبراير 2025، سجل لويس سكيلي هدفه الأول مع أرسنال في فوز فريقه 5-1 على مانشستر سيتي في المباراة التي أقيمت على ملعب الإمارات.
في 26 يونيو 2025، أعلن نادي أرسنال عن تجديد عقد لويس سكيلي بعقد طويل الأمد حتى 2030.

## مسيرته الدولية
شارك لويس سكيلي في جميع الفئات السنية لمنتخب إنجلترا. في 14 مارس 2025، تم استدعائه لأول مرة مع منتخب إنجلترا الأول لمباريات تصفيات كأس العالم 2026 ضد ألبانيا ولاتفيا.
شارك في المباراة الأولى أمام ألبانيا حيث سجل هدفه الدولي الأول في أول مباراة له وحصل على جائزة رجل المباراة، وبذلك أصبح أصغر لاعب يسجل للمنتخب الإنجليزي في أول مشاركة له بعُمر 18 عاماً و176 يوماً محطماً رقم اللاعب ماركوس راشفورد.

## وصلات خارجية
مايلز لويس سكيلي على موقع قاعدة بيانات كرة القدم.إي يو (الإنجليزية)
- مايلز لويس سكيلي على موقع ناشيونال فوتبول تيمز (الإنجليزية)
- مايلز لويس سكيلي على موقع Soccerbase.com (لاعب) (الإنجليزية)
- مايلز لويس سكيلي على موقع Soccerway.com (الإنجليزية)